# Arrenoseius gonzalezi
Arrenoseius gonzalezi är en spindeldjursart som först beskrevs av Athias-Henriot 1967.  Arrenoseius gonzalezi ingår i släktet Arrenoseius och familjen Phytoseiidae. Inga underarter finns listade i Catalogue of Life.